# توماس إل. رودس
توماس إل. رودس (بالإنجليزية: Thomas L. Rhodes)‏ هو صحفي أمريكي، ولد في 15 يوليو 1939، وتوفي في 7 مارس 2018.

## وصلات خارجية
- توماس إل. رودس على موقع إن إن دي بي (الإنجليزية)